# Schweizerische Richard-Wagner-Gesellschaft
Die Schweizerische Richard-Wagner-Gesellschaft (SRWG) ist eine musikalische und kulturelle Gesellschaft, welche im Jahr 1956 in Luzern gegründet wurde. Ihr Ziel ist es, das Leben und Werk von Richard Wagner bekannter und zugänglicher machen. Gegründet wurde sie ursprünglich mit dem Anliegen, nach der Betrachtung Wagners in der Zeit des Nationalsozialismus eine neue, neutrale Auseinandersetzung mit seinem Leben und Werk zu initiieren.
Nach eigenen Angaben gehören der Gesellschaft 350 Mitglieder an. Seit dem Jahr 2012 gehört die Gesellschaft zum Richard-Wagner-Verband und unterhält internationale Kontakte zu ausländischen Richard-Wagner-Gesellschaften.
Die Gesellschaft organisiert Veranstaltungen, Referate, Konzerte, Künstlergespräche und Opernreisen. Ausserdem unterstützt sie das Richard-Wagner-Museum auf Tribschen in Luzern materiell und finanziell. 2013 wurde die Gesellschaft auch der internationalen Richard-Wagner-Stipendienstiftung angeschlossen und schreibt jährlich an den Schweizer Musikhochschulen das Stipendium aus.
In den Jahren 1956–1998 veröffentlichte die Schweizerische Richard-Wagner-Gesellschaft ihre eigene Zeitschrift namens Tribschener Blätter.